# Irina Permítina
Irina Permítina (en ruso: Ирина Перми́тина; 3 de febrero de 1968) es una atleta rusa especializada en carreras de larga distancia. Consiguió la medalla de bronce en maratón en el Campeonato Europeo de Atletismo de 2006 disputado en Gotemburgo (Suecia) con un tiempo de 2 horas, 30 minutos y 53 segundos.

## Mejores marcas[1]
- 10.000 m - 32:14.01 (Kazán, 17 de julio de 2008).
- Media Maratón - 1:09:56 (Novosibirsk, 13 de septiembre de 2008).
- Maratón - 2h26´51" (St. Paul, 3 de octubre de 2004).